# Vis (Tara)
Pour les articles homonymes, voir Vis.
Le mont Vis (en serbe cyrillique : Вис) est un sommet des monts Tara, un massif situé à l'extrême ouest de la Serbie, le long de la frontière avec la Bosnie-Herzégovine. Il s'élève à une altitude de 1 326 m.